# مدينة سورسوجون
مدينة سورسوجون (بالإنجليزية: Sorsogon City) هي مدينة في الفلبين، تتبع سوروسوغون، هي عاصمة سوروسوغون، بلغ عدد سكانها 155٬144  نسمة، في 1 مايو 2010، تبلغ مساحتها 276٫11 كيلومتر مربع، رمزها البريدي هو 4700.

## الموقع
تشترك في الحدود مع:
- Manito, Albay [الإنجليزية]‏
- Gubat [الإنجليزية]‏
- Prieto Diaz [الإنجليزية]‏.

## المناخ
يظهر الجدول التالي التغييرات المناخية على مدار السنة لمدينة سورسوجون:
| البيانات المناخية لـمدينة سورسوجون                                                       | البيانات المناخية لـمدينة سورسوجون | البيانات المناخية لـمدينة سورسوجون | البيانات المناخية لـمدينة سورسوجون | البيانات المناخية لـمدينة سورسوجون | البيانات المناخية لـمدينة سورسوجون | البيانات المناخية لـمدينة سورسوجون | البيانات المناخية لـمدينة سورسوجون | البيانات المناخية لـمدينة سورسوجون | البيانات المناخية لـمدينة سورسوجون | البيانات المناخية لـمدينة سورسوجون | البيانات المناخية لـمدينة سورسوجون | البيانات المناخية لـمدينة سورسوجون | البيانات المناخية لـمدينة سورسوجون |
| الشهر                                                                                    | يناير                              | فبراير                             | مارس                               | أبريل                              | مايو                               | يونيو                              | يوليو                              | أغسطس                              | سبتمبر                             | أكتوبر                             | نوفمبر                             | ديسمبر                             | المعدل السنوي                      |
| ---------------------------------------------------------------------------------------- | ---------------------------------- | ---------------------------------- | ---------------------------------- | ---------------------------------- | ---------------------------------- | ---------------------------------- | ---------------------------------- | ---------------------------------- | ---------------------------------- | ---------------------------------- | ---------------------------------- | ---------------------------------- | ---------------------------------- |
| الدرجة القصوى °م (°ف)                                                                    | 35 (95)                            | 40 (104)                           | 35 (95)                            | 39 (102)                           | 39 (102)                           | 39 (102)                           | 39 (102)                           | 39 (102)                           | 35 (95)                            | 39 (102)                           | 39 (102)                           | 39 (102)                           | 40 (104)                           |
| متوسط درجة الحرارة الكبرى °م (°ف)                                                        | 31 (88)                            | 31 (88)                            | 32 (90)                            | 34 (93)                            | 34 (93)                            | 33 (91)                            | 33 (91)                            | 33 (91)                            | 33 (91)                            | 33 (91)                            | 32 (90)                            | 31 (88)                            | 34 (93)                            |
| متوسط درجة الحرارة الصغرى °م (°ف)                                                        | 23 (73)                            | 23 (73)                            | 24 (75)                            | 25 (77)                            | 26 (79)                            | 25 (77)                            | 24 (75)                            | 25 (77)                            | 25 (77)                            | 25 (77)                            | 25 (77)                            | 24 (75)                            | 23 (73)                            |
| أدنى درجة حرارة °م (°ف)                                                                  | 15 (59)                            | 15 (59)                            | 19 (66)                            | 14 (57)                            | 15 (59)                            | 17 (63)                            | 18 (64)                            | 16 (61)                            | 20 (68)                            | 20 (68)                            | 19 (66)                            | 19 (66)                            | 5 (41)                             |
| الهطول مم (إنش)                                                                          | 293 (11.5)                         | 227 (8.9)                          | 209 (8.2)                          | 166 (6.5)                          | 189 (7.4)                          | 203 (8.0)                          | 231 (9.1)                          | 196 (7.7)                          | 271 (10.7)                         | 295 (11.6)                         | 387 (15.2)                         | 539 (21.2)                         | 3٬206 (126.2)                      |
| متوسط الأيام الممطرة                                                                     | 21                                 | 15                                 | 15                                 | 12                                 | 13                                 | 14                                 | 17                                 | 16                                 | 17                                 | 18                                 | 21                                 | 23                                 | 202                                |
| المصدر #1: http://www.myweather2.com/City-Town/Philippines/Sorsogon/climate-profile.aspx |                                    |                                    |                                    |                                    |                                    |                                    |                                    |                                    |                                    |                                    |                                    |                                    |                                    |
| المصدر #2: http://www.worldweatheronline.com/Sorsogon-weather-averages/Sorsogon/PH.aspx  |                                    |                                    |                                    |                                    |                                    |                                    |                                    |                                    |                                    |                                    |                                    |                                    |                                    |

## أعلام
- إدي غارسيا